# Hao Yun
Hao Yun (chiń. 郝运; pinyin Hǎo Yùn; ur. 23 czerwca 1995 w Baoding) – chiński pływak specjalizujący się w stylu dowolnym, brązowy medalista igrzysk olimpijskich w sztafecie.
Największym sportowym osiągnięciem zawodnika jest brązowy medal podczas igrzysk olimpijskich w 2012 roku w Londynie w sztafecie 4 × 200 m stylem dowolnym. Na tych samych zawodach startował również na dystansie 400 m stylem dowolnym zajmując czwarte miejsce.